# بانک الریان
بانک الریان (انگلیسی: Al Rayan Bank) شرکت خدمات مالی و بانکداری بریتانیایی است، که در سال ۲۰۰۴ تأسیس شد.